# Titularbistum Ulpiana
Ulpiana ist ein Titularbistum der römisch-katholischen Kirche. 
Es geht zurück auf einen antiken Bischofssitz in der Stadt Ulpiana, die sich in der römischen Provinz Moesia befand. Das Bistum Ulpiana war dem Erzbistum Skopje als Suffraganbistum unterstellt.
| Titularbischöfe von Ulpiana |                                                   |                                                  |                   |                    |
| Nr.                         | Name                                              | Amt                                              | von               | bis                |
| 1                           | Vasile Aftenie                                    | Weihbischof in Făgăraş und Alba Iulia (Rumänien) | 12. April 1940    | 10. Mai 1950       |
| 2                           | János Bárd                                        | Weihbischof in Kalocsa (Ungarn)                  | 20. November 1950 | 23. September 1982 |
| 3                           | Raúl Horacio Scarrone Carrero                     | Weihbischof in Montevideo (Uruguay)              | 13. Oktober 1982  | 15. Juni 1987      |
| 4                           | Salvatore Boccaccio                               | Weihbischof in Rom (Italien)                     | 29. Oktober 1987  | 17. März 1992      |
| 5                           | Carlo Maria Viganò Titularerzbischof pro hac vice | Apostolischer Nuntius/ Kurienerzbischof          | 3. April 1992     |                    |